# Mister São Paulo 2015
Mister São Paulo 2015 foi a 7ª edição do tradicional concurso de beleza masculino de Mister Estado de São Paulo que seleciona o melhor paulista para que este leve a sua cultura e a sua beleza em busca do título nacional de Mister Brasil. O evento foi realizado entre os dias 18 e 22 de Novembro do mesmo ano, com final marcada para o dia 22 no Hotel Maksoud Plaza, sob a coordenação de André Cruz, titular da empresa André Cruz Eventos. Participaram no total, 26 candidatos. O vencedor do ano passado, o paulistano Victors Stevaux passou a faixa ao seu sucessor no final do certame.  

## Resultados

### Colocações
| Colocação        | Município e Candidato                      |
| Mister São Paulo | - Presidente Prudente - Gabriel Braghin    |
| 2º. Lugar        | - São Bernardo do Campo - Jonatas Oliveira |
| 3º. Lugar        | - Guarulhos - Felipe Conde                 |
| 4º. Lugar        | - Campinas - Marcelo Lima                  |
| 5º. Lugar        | - Araraquara - Carlos Oliveira             |

Outras informações sobre candidatos classificados entre o Top 17 e o Top 10 não foram divulgados pela organização do evento.

## Provas Classificatórias
| Colocação | Município e Candidato                      |
| 1         | - São Bernardo do Campo - Jonatas Oliveira |
| 2         | - Bragança Paulista - Ivan Corrêa          |
| 3         | - Tupã - Guilherme Leonel                  |

| Colocação | Município e Candidato     |
| 1         | - São Paulo - Paulo Rauen |

| Colocação | Município e Candidato                      |
| 1         | - Guarulhos - Felipe Conde                 |
| 2         | - Presidente Prudente - Gabriel Braghin    |
| 3         | - São Bernardo do Campo - Jonatas Oliveira |

| Colocação  | Município e Candidato                                           |
| 1          | - Araraquara - Carlos Oliveira                                  |
| 2          | - Pirapozinho - Pedro Costa                                     |
| 3          | - Piracicaba - Willian Guidotti                                 |
| Finalistas | - São Paulo - Paolo Rauen (4º) - Santos - Ricardo Cecchini (5º) |

| Colocação | Município e Candidato                      |
| 1         | - São Bernardo do Campo - Jonatas Oliveira |
| 2         | - Pirapozinho - Pedro Costa                |
| 3         | - Rio Claro - Yan Bretanha                 |

| Colocação | Município e Candidato           |
| 1         | - Tupã - Guilherme Leonel (19%) |

| Colocação | Município e Candidato           |
| 1         | - Piracicaba - Willian Guidotti |
| 2         | - Colômbia - Ezequiel Pac       |
| 3         | - Araraquara - Carlos Oliveira  |

## Candidatos
Todos os aspirantes ao título deste ano:  
| - Adamantina - Lakis Alan - Araraquara - Carlos Oliveira - Araras - Kenner Bernardino - Bragança Paulista - Ivan Corrêa - Campinas - Marcelo Lima - Colômbia - Ezequiel Pac - Diadema - Leonardo Hirschmann - Guaratinguetá - Renan Carvalho - Guarulhos - Felipe Conde - Itapetininga - Thiago Henrique - Jacareí - Felipe Reis - Panorama - Victor Rafael - Piracicaba - Willian Guidotti | - Marília - Thalez Fernando - Martinópolis - Matheus Bergamini - Pirapozinho - Pedro Costa - Presidente Prudente - Gabriel Lopes - Registro - Caio César Ilzuk - Rio Claro - Yan Bretanha - Santo Anastácio - Diego Cacheffo - Santo André - Rafael Souza - Santos - Ricardo Cecchini - São Bernardo do Campo - Jonatas Oliveira - São Paulo - Paolo Rauen - Sorocaba - Márcio Júnior - Tupã - Guilherme Leonel |